# 羽生和永
羽生 和永（はにゅう かずえ、1950年（昭和25年）9月8日 - ）は、日本の女子体操選手。

## 経歴・人物
福井県大野市出身。1968年の夏季オリンピックと1972年の夏季オリンピックに出場した。  

## 親族
- 夫：笠松茂（体操選手）[1]
- 長男：笠松昭宏（体操選手）